# 잠무 카슈미르주

잠무 카슈미르 주의 위치

잠무 카슈미르 주의 기

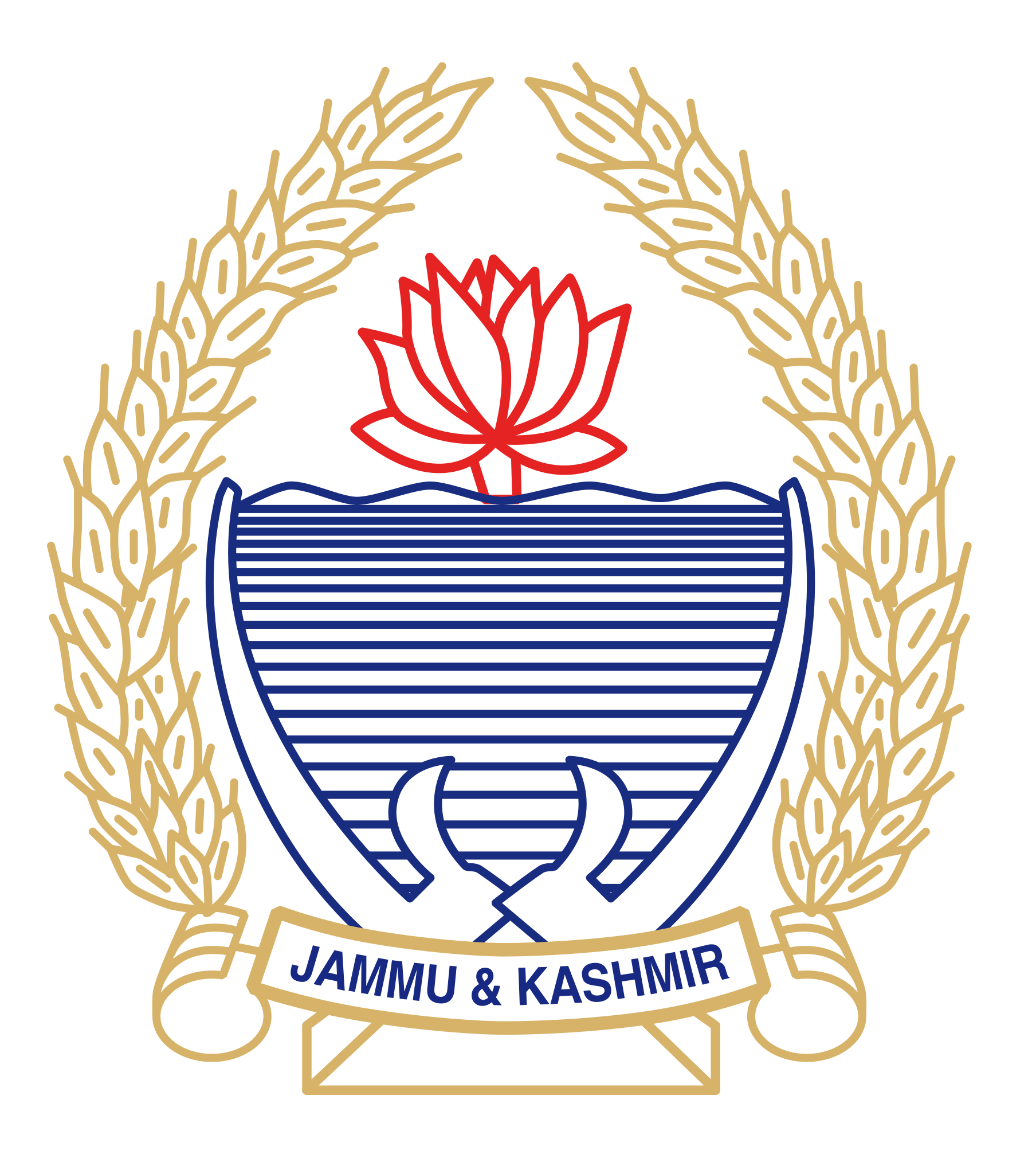
잠무 카슈미르 주의 문장

잠무 카슈미르주(도그리어: जम्मू और कश्मीर, 우르두어: جموں اور کشمیر, 영어: Jammu and Kashmir)는 인도의 옛 주이다. 대부분의 지역이 히말라야산맥에 위치해 있는 잠무 카슈미르 주는 인도령 카슈미르 지역으로, 인도가 규정하고 있는 행정구역상 카슈미르 전역을 포함한다. 남쪽으로 인도의 히마찰프라데시주 및 펀자브주에, 서쪽으로는 파키스탄령 카슈미르(아자드 카슈미르와 길기트발티스탄)에, 북쪽과 동쪽으로 중화인민공화국 티베트 자치구와 신장 위구르 자치구에 접해 있다. 여름철 주도는 스리나가르(Srinagar)이고, 겨울철 주도는 잠무(Jammu)이다. 잠무에는 힌두교와 이슬람교의 순례자들이 매년 수만 명씩 방문한다.
잠무 카슈미르는 인도 북부의 지방이며 이곳의 귀속문제는 인도 독립 이래 파키스탄과의 분쟁의 초점이 되어 왔다. 대부분이 카라코람산맥과 그레이트 히말라야산맥의 산악지대이며 주민은 산간분지나 계곡에서 자급자족의 생활을 하고 있다. 교통이 불편해 지역간의 교류가 별로 없고, 주민의 기질은 폐쇄적이다. 중심부는 수도 스리나가르가 있는 카슈미르 계곡인데 여기에 길이 130km, 폭 30~40km의 비교적 넓은 평지가 있어 쌀, 밀, 보리, 옥수수, 살구, 포도 등이 재배된다. 주변 산지에서는 산양이 방목되는데 그 털로 짠 캐시미어 직물은 이 지방의 특산물이다.

## 행정 구역
잠무 지방, 카슈미르 지방, 라다크로 나뉜다. 2019년 10월 31일에 잠무 카슈미르 재조직법이 통과되어 라다크와 나머지가 분할된다.

## 참고 문헌
- 이 문서에는 다음커뮤니케이션(현 카카오)에서 GFDL 또는 CC-SA 라이선스로 배포한 글로벌 세계대백과사전의 내용을 기초로 작성된 글이 포함되어 있습니다.